# Redlands (Califòrnia)
Redlands és una població dels Estats Units a l'estat de Califòrnia. Segons el cens del 2007 tenia 69.941 habitants.

## Demografia
Segons el cens del 2000, Redlands tenia 63.591 habitants, 23.593 habitatges, i 16.019 famílies. La densitat de població era de 692,2 habitants/km².
Dels 23.593 habitatges en un 33,5% hi vivien nens de menys de 18 anys, en un 50,6% hi vivien parelles casades, en un 13% dones solteres, i en un 32,1% no eren unitats familiars. En el 26% dels habitatges hi vivien persones soles el 9,2% de les quals corresponia a persones de 65 anys o més que vivien soles. El nombre mitjà de persones vivint en cada habitatge era de 2,61 i el nombre mitjà de persones que vivien en cada família era de 3,18.
Per edats la població es repartia de la següent manera: un 26,2% tenia menys de 18 anys, un 10,7% entre 18 i 24, un 27,9% entre 25 i 44, un 22,7% de 45 a 60 i un 12,6% 65 anys o més.
L'edat mediana era de 35 anys. Per cada 100 dones de 18 o més anys hi havia 85,4 homes.
La renda mediana per habitatge era de 48.155 $ i la renda mediana per família de 56.254 $. Els homes tenien una renda mediana de 42.408 $ mentre que les dones 32.122 $. La renda per capita de la població era de 24.237 $. Entorn del 7,7% de les famílies i el 10,5% de la població estaven per davall del llindar de pobresa.

## Poblacions properes
El següent diagrama mostra les poblacions més properes.